# 國寶 (映画)
『國寶』（こくほう、英語: Lucille Love, Girl of Mystery, 「ルシール・ラヴ、神秘の少女」の意）は、1914年（大正3年）製作・公開、ユニヴァーサル・フィルム・マニュファクチャリング・カンパニー（現在のユニバーサル・ピクチャーズ）製作・配給によるアメリカ合衆国のサイレント映画、シリアル・フィルムである。同社初のシリアルとして知られる。日本では、本作の後に製作された『マスター・キイ』、『名金』の大ヒットの後で公開された。日本での別題『ルシル・ラブ』、また戦後の文献では、旧漢字・略字とりまぜての『國宝』とも表記される。

## 略歴・概要
本作は、当初、2巻ものの短篇西部劇として製作されたが、急遽全15巻のシリアル・フィルムに変更となったことで、ユニヴァーサル・フィルム・マニュファクチャリング・カンパニー初のシリアルとなった。その背景には、本作が封切られた同年4月14日の直前である同年3月31日に、パテ・フレール（パテ）が、パール・ホワイトを主演としたシリアル『ポーリン』（別題『ポーリンの危難』 The Perils of Pauline）をリリースし、大好評を得たことが挙げられる。
本作は、主演を務めたグレイス・キュナードとフランシス・フォードの男女2人の俳優がオリジナルシナリオを執筆し、フォードが監督したもので、本作がシリアル・フィルムとしてヒットすることで、この2人のコンビがスターになり、キュナードは「ザ・シリアル・クイーン」の異名をもつきっかけとなる。本作には、フォードの実弟ジョン・フォードが、当時の芸名ジャック・フォードの名で出演しており、小道具兼スタント、製作助手として撮影クルーに参加している。出演俳優の多数は、フォード＝キュナードの次作シリアル『名金』にも引き続き出演している。
日本では、まず1915年（大正4年）9月30日に浅草公園六区・電気館において、ユニヴァーサル・シリアルの第2作であるロバート・Z・レナード監督の『マスター・キイ』、2週間後の同年10月10日、同じく浅草公園六区の帝国館で、ユニヴァーサル・シリアルの第5作であるフランシス・フォード監督の『名金』が連続して封切られて、いずれも成功を収め、翌1916年（大正5年）7月に本作は公開されている。配給は、1915年7月に東京市京橋区南伝馬町3丁目14番地（現在の東京都中央区京橋3丁目）に設立された播磨ユニヴァーサル商会が行なった。
現在、本作の原版は散逸し現存しないとみなされているが、第2-3話、第6話、第8話、第10話、第12-14話という合計8話分の上映用プリントだけは現存し、アメリカ議会図書館が所蔵している。

## スタッフ・作品データ
- 監督 : フランシス・フォード
- 脚本 : グレイス・キュナード、フランシス・フォード
- 撮影 : 不明
- 小道具・スタント・製作助手 : ジャック・フォード （ジョン・フォード）
- 上映時間（巻数） : 約300分（2巻もの全15話 各話約20分、全30巻 [3]）
- フォーマット : 白黒映画 - スタンダードサイズ（1.37:1） - サイレント映画
- 日本初回興行 : 浅草・帝国館 [2]

## キャスト
クレジット順
- グレイス・キューナード - Lucille Love
- フランシス・フォード - Loubeque / Hugo
- ハリー・シャム（Harry Schumm） - Lieutenant Gibson
- アーネスト・シールズ（Ernest Shields） - Thompson
- E・M・ケラー（エドガー・ケラー、Edgar Keller [11]） - Sumpter Love
- エディ・ボランド（Eddie Boland） - Government Aviator
- アルフレッド・ヒックマン（Alfred Hickman [12]）
- バートン・ロウ （Burton Law [13]）
- ジーン・ハサウェイ（Jean Hathaway [14]）
- ビリー・ホワイト（ウィリアム・ホワイト、William White [15]）
- ハリー・L・ラッテンベリー（Harry L. Rattenberry）
- ジャック・フォード（ジョン・フォード）

以下アルファベット順
- ライオネル・ブラッドショウ （Lionel Bradshaw [16]）
- ルイス・ショート（ルー・ショート、Lew Short [17]）

## 関連事項
- 1916年の日本公開映画
- en:List of film serials
- en:List of film serials by studio

## 註
1. 1 2 3 4 5 6 7  Lucille Love: The Girl of Mystery, Internet Movie Database （英語）, 2010年7月12日閲覧。
2. 1 2 3 4  『日本映画発達史 I 活動写真時代』 、田中純一郎、中公文庫、1975年12月10日 ISBN 4122002850, p.254-255.
3. 1 2 3 4 5  『20世紀アメリカ映画事典』、編・畑暉男、カタログハウス、2002年4月、ISBN 4905943507, p.47.
4. 1 2 3  Lucille Love: The Girl of Mystery, Allmovie, （英語）, 2010年7月12日閲覧。
5. ↑  The Perils of Pauline - IMDb（英語）, 2010年7月12日閲覧。
6. ↑  Grace Cunard - IMDb（英語）, 2010年7月12日閲覧。
7. ↑  The Broken Coin - IMDb（英語）, 2010年7月12日閲覧。
8. ↑  『20世紀アメリカ映画事典』、p.35.
9. ↑  『日本映画発達史 I 活動写真時代』、p.257.
10. ↑  Lucille Love, Girl of Mystery, silentera.com （英語）, 2010年7月12日閲覧。
11. ↑  Edgar Keller - IMDb（英語）, 2010年7月12日閲覧。
12. ↑  Alfred Hickman - IMDb（英語）, 2010年7月12日閲覧。
13. ↑  Burton Law - IMDb（英語）, 2010年7月12日閲覧。
14. ↑  Jean Hathaway - IMDb（英語）, 2010年7月12日閲覧。
15. ↑  William White - IMDb（英語）, 2010年7月12日閲覧。
16. ↑  Lionel Bradshaw - IMDb（英語）, 2010年7月12日閲覧。
17. ↑  Lew Short - IMDb（英語）, 2010年7月12日閲覧。